# 新楓葉鎮物語棕櫚鎮篇
『新楓葉鎮物語棕櫚鎮篇』（新メイプルタウン物語 パームタウン編，しんメイプルタウンものがたり パームタウンへん）是1987年1月18日至12月27日於朝日放送制作並於全日本新聞網每週日早上8:30-9:00（JST）共50集、東映動畫製作的動畫節目。

## 概要
本作是前作楓葉鎮物語的續集，也是本時段第四個作品，本作品1987年10月11日第39集開始至1987年12月27日大結局第50集為止播出時間縮短為星期日早上8時30分至8時45分。該期間的其餘時間播出聖魔大戰。新楓葉鎮物語棕櫚鎮篇也有電影上映。

## 另見
- 超獸戰隊生命人，超級戰隊系列作品，有其角色出現